# Akulivik
Akulivik – inuicka osada w północnym Quebecu (Kanada). Znajduje się na półwyspie we wschodniej części Zatoki Hudsona. Na przedłużeniu wyspy w kierunku Zatoki Hudsona znajduje się Wyspa Smith (Qikirtajuaq). Populacja w 2006 wynosiła 507 mieszkańców. Znajduje się w administracji regionalnej Kativik w regionie administracyjnym  Nord-du-Québec.
Akulivik w dialekcie Nunavik języka Inuktitut oznacza "środkowy ząb kakivaka". Swoją nazwę zawdzięcza geografii okolicznego terenu. Osada ulokowana jest na półwyspie pomiędzy dwiema zatokami przypominając kształtem kakivak, tradycyjną, trójzębną włócznię używaną do połowu ryb. Osada jest niedostępna drogą lądową. Akulivik jest obsługiwane przez małe lotnisko.

## Historia
Choć Inuici żyli na tych terenach od tysięcy lat, Akulivik zostało oficjalnie zarejestrowane jako miejscowość w 1979 . W 1610 roku, odkrywca Henry Hudson przepłynął obok wyspy Qikirtajuaq niedaleko miejsca, w którym obecnie znajduje się osada. 
W 1992 roku Kompania Zatoki Hudsona założyła faktorię handlową na terenie dzisiejszej osady. Placówka została przeniesiona na wyspę Qikirtajuaq w 1926. Między 1922 a 1955 rokiem na obszarze dzisiejszego Akuliviku ulokowany był letni obóz Inuitów, którzy gromadzili się z uwagi na faktorię handlową. W 1952 roku faktoria została zamknięta, a ludzie przenieśli się 100 km na południe do Puvirnituq. W 1973 roku jedna rodzina wróciła. Następnego roku wiele innych rodzin podążyło jej śladem i wspólnie zbudowali osadę Akulivik.